# 1996 CZ
1996 CZ är en asteroid i huvudbältet som upptäcktes 9 februari 1996 av den amerikanske astronomen Warren B. Offutt vid Cloudcroft-observatoriet.